# 山田基三
山田 基三（やまだ もとぞう、1923年5月28日 - 2006年4月3日）は、日本の経営者。関西ペイント社長を務めた。

## 来歴・人物
大阪府出身。1943年に関西学院高等商業学校(現在の関西学院大学商学部)を卒業し、同年に関西ペイントに入社。1970年11月に取締役に就任し、常務、専務、副社長を経て、1983年6月に社長に就任。1989年6月には会長に就任した。
1987年4月に藍綬褒章を受章。
2006年4月3日に肺炎のために死去。82歳没。